# Massalcoreig
Massalcoreig település Spanyolországban, Lleida tartományban. Massalcoreig Seròs, La Granja d’Escarp, Torrente de Cinca és Fraga községekkel határos. Lakosainak száma 584 fő (2024).

## Népesség
A település népessége az utóbbi években az alábbiak szerint változott:
| Lakosok száma | 47   | 564  | 882  | 820  | 717  | 610  | 593  | 560  | 598  | 584  |
|               | 1717 | 1887 | 1936 | 1955 | 1981 | 2004 | 2009 | 2014 | 2019 | 2024 |